# Эллэ Аят
Эллэ Аят — оккультно-религиозное учение, зародившееся в конце 1980-х годов на территории Казахстана. Основателями являются жители села Чунджа Уйгурского района Алматинской области, Фархат Мухамедович Абдуллаев (Фархат ата, он же Фархат дада, называющий себя «создателем всего сущего» и «истинным Отцом») и его жена Нина. Число последователей исчисляется десятками тысяч, распространено на постсоветском пространстве. С начала 2000-х годов на территории России учение проповедовал Яков Гальперин.
Учение отличается крайней примитивностью и включает в себя три основных компонента:
- лечение «Лучом Солнца» (длительное смотрение на солнце);
- произнесение «Формулы жизни»:

- ЭЛЛЭ Нина ана Создатель Фархат ата
- ЭЛЛЭ Аят 37 40 6 8 10
- ЭЛЛЭ ЛЭЗЗЭТ Селенной
- ЭЛЛЭ Уйгур Аят ЭЛЛЭ;

- употребление большого количества «эткен-чая» (состоящего из байхового чая, молока и соли), якобы дающего огромную энергию.